# Bebelis angusta
Bebelis angusta är en skalbaggsart som först beskrevs av Fisher 1947.  Bebelis angusta ingår i släktet Bebelis och familjen långhorningar. Inga underarter finns listade.